# Charaxes inornata
Charaxes inornata är en fjärilsart som beskrevs av Storace 1948. Charaxes inornata ingår i släktet Charaxes och familjen praktfjärilar. Inga underarter finns listade i Catalogue of Life.